# 女子たちに明日はない
「女子たちに明日はない」（じょしたちにあすはない）は、チャットモンチーの4枚目のシングル。2007年4月18日にKi/oon Recordsから発売。

## 概要
初回限定盤のみ、蛍光印刷&スーパーピクチャーレーベル仕様で発売された。
PVは、メンバーが女子エキストラ100人と雛壇で斉唱するものになっている。

## 収録曲
- 全作曲：橋本絵莉子、全編曲：チャットモンチー

1. 女子たちに明日はない
作詞：福岡晃子
  - 日本テレビ系『音楽戦士 MUSIC FIGHTER』2007年4月度エンディングテーマ
  - 今作発売の約1年半前に既に原型が出来上っており、『耳鳴り』のレコーディング時には、ほぼ今の形になっていたという。タイトルの意味は、暗い意味ではなく、「今日のことは明日に回さず今日やってしまえ」というポジティブな意味が込められている。
  - この曲は3人によるユニゾンから始まる。この案は、当初は、「ギャルバンっぽく見られる」と懸念していたが、「曲がかっこいい」ということでやってみたという。
2. バスロマンス
作詞：高橋久美子
  - ロッテ「ガーナミルクチョコレート」CMソング
  - 高橋の友人の結婚式に着想を得て書かれた曲。のちに高橋自身の結婚式でも演奏された。2ndアルバム『生命力』には、カップリング曲としては唯一収録されている。
3. 春夏秋
作詞：橋本絵莉子

## 収録アルバム
- 生命力 (#1,2)
- 表情＜Coupling Collection＞ (#2,3、#2はAlbum Mixとアコースティックバージョン)
- チャットモンチー BEST〜2005-2011〜 (#1)
- BEST MONCHY 1 -Listening- (#1,2)